# Estación de Baar
La estación de Baar es la principal estación ferroviaria de la comuna suiza de Baar, en el Cantón de Zug.

## Historia y situación
La estación original fue inaugurada en 1897 con la apertura de la línea Thawil - Arth-Goldau. En 1931 la estación fue reconstruida, y en el 2008 se inauguró el nuevo edificio, que cuenta con tres plantas.
La estación cuenta con dos andenes y tres vías, aunque sólo dos son pasantes, ya que la otra es topera, en la que se estacionan los trenes S-Bahn procedentes de Lucerna. Se encuentra situada ligeramente al suroeste del núcleo urbano de Baar, muy cerca del centro de la ciudad.

## Servicios ferroviarios
Los servicios ferroviarios en la estación de Baar están operados por SBB-CFF-FFS.

### Larga distancia y regionales
- IR Zúrich - Thalwil - Baar - Zug - Rotkreuz - Lucerna
- RE Zúrich - Baar - Zug - Cham - Rotkreuz - Lucerna

### S-Bahn
Por la estación de Baar paran o inician su recorrido tren líneas de cercanías de las redes de cercanías S-Bahn Zúrich y S-Bahn Zug
De la red de S-Bahn Zug inicia o finaliza sus trayectos en esta estación la siguiente línea:
- S 1 Baar - Zug - Cham - Hünenberg - Rotkreuz - Lucerna[1]

Por parte de la red S-Bahn Zúrich paran las siguientes líneas :
- S 24 Thayngen – Schaffhausen/Weinfelden – Winterthur – Zúrich Flughafen – Zúrich HB – Thalwil – Horgen Oberdorf – Zug